# Bisaleri, Davanagere
Bisaleri là một làng thuộc tehsil Davanagere, huyện Davanagere, bang Karnataka, Ấn Độ.